# Olympische Jugend-Sommerspiele 2014/Teilnehmer (Ruanda)
| Gelbes Symbol für Goldmedaillen mit stilisierten Olympischen Ringen | Graues Symbol für Silbermedaillen mit stilisierten Olympischen Ringen | Braundes Symbol für Bronzemedaillen mit stilisierten Olympischen Ringen |
| ------------------------------------------------------------------- | --------------------------------------------------------------------- | ----------------------------------------------------------------------- |
| —                                                                   | —                                                                     | —                                                                       |

Die Jugend-Olympiamannschaft aus Ruanda für die II. Olympischen Jugend-Sommerspiele vom 16. bis 28. August 2014 in Nanjing (Volksrepublik China) bestand aus zehn Athleten. Sie konnten keine Medaille gewinnen.

## Athleten nach Sportarten

### Beachvolleyball
| Mädchen - Seraphine Mukantambara - Lea Uwimbabazi Gruppenphase | Jungen - Elias Ndagano - Sylvestre Ndayisabye Gruppenphase |

### Leichtathletik
| Mädchen - Venantie Mukandayisenga 1500 m: 7. Platz | Jungen - James Sugira 1500 m: 8. Platz - Jean Myasiro 3000 m: 10. Platz |

### Radsport
Mädchen
- Clementine Niyonsaba
- Benitha Uwamariya
Mannschaft: 32. Platz
Mixed: 26. Platz[1]

### Schwimmen
Jungen
- Abdoul Gatete Babu
50 m Freistil: disqualifiziert (Vorrunde)
50 m Schmetterling: 45. Platz (Vorrunde)